# عيسى مير
نور عيسى مير عبد الرحمن (مواليد 16 يوليو 1967) هو لاعب كرة قدم إماراتي معتزل كان يجيد اللعب كظهير أيمن لصالح منتخب الإمارات العربية المتحدة ونادي الشارقة. شارك في نهائيات كأس العالم 1990 إلى جانب شقيقه التوأم إبراهيم.

## روابط خارجية
- عيسى مير على موقع الاتحاد الدولي (مؤرشف)  (الإنجليزية)
- عيسى مير على موقع قاعدة بيانات كرة القدم.إي يو (الإنجليزية)
- عيسى مير على موقع ناشيونال فوتبول تيمز (الإنجليزية)
- عيسى مير على موقع عالم كرة القدم.نت (الإنجليزية)